# Emna Mizouni
 Emna Mizouni (en árabe : آمنة الميزوني, nacida en 1987) es una activista tunecina de medios en línea y de derechos humanos, periodista independiente, experta en comunicaciones y ejecutiva de negocios. Después de ayudar con éxito a preparar RightsCon Túnez, en julio de 2019, Access Now, el grupo internacional sin fines de lucro de derechos humanos con la intención de abrir Internet, anunció su nombramiento para servir en su junta directiva global. En marzo de 2013, Mizouni fundó Carthagina, una iniciativa diseñada para crear interés en el patrimonio cultural de Túnez en el país y en el extranjero. En agosto de 2019, en la Conferencia de Wikimedia en Estocolmo, fue honrada como Wikimedista del año 2019 como resultado del papel principal que ha desempeñado en el desarrollo de las comunidades árabes y africanas, así como su éxito en la promoción de la historia y la cultura de Túnez.

## Biografía
Criada en Túnez, la capital de Túnez, Mizouni se matriculó en el Lycée Khaznadar en el distrito de Le Bardo de la ciudad en 2006. Luego asistió al École supérieure de commerce (ESCT) en Túnez, donde se graduó por primera vez en administración (2009) y luego obtuvo una maestría en marketing, negociaciones comerciales y comunicaciones (2011). Después de sus estudios, trabajó en marketing y como periodista y presentadora de radio. En junio de 2012, fue nombrada Oficial de Marketing y Comunicaciones para el British Council.

## Carrera
Después de la Primavera Árabe, Mizouni se dio cuenta de que lamentablemente faltaba conocimiento sobre la historia y la cultura de su país. Como resultado, junto con otros colaboradores, fundó Carthagina (basada en Cartago, el antiguo nombre de Túnez) que fue diseñada para promover el patrimonio cultural de Túnez. Safwan Masri, mencionado en su libro «Túnez, una anomalía árabe», cuando conoció a Emna, le contó sobre el "significado después de la Revolución del Jazmín de la conciencia de los tunecinos de su variada y mediterránea historia mientras trazan su futuro". En 2017, como directora del proyecto, explicó: "Después de la revolución, muchas personas se preguntaron sobre la identidad del país. Las diferentes presentaciones de nuestra historia y cultura mostraron lo poco que realmente sabíamos sobre nuestro rico patrimonio cultural". Junto con Wikipedia y Wikimedia Commons, organizó concursos de fotografía centrados en sitios patrimoniales de Túnez, logrando que los participantes presentaran cientos de fotografías en colaboración con el proyecto GLAM de Wikimedia. Esto llevó al proyecto "MedinaPedia" de Carthagina, que permite acceder a información sobre los sitios de Tunis Medina en teléfonos móviles a través de códigos QR. Otro proyecto GLAM fue creado por el liderazgo de Mizouni; Wikimedian en Residencia en la Biblioteca Diocesana de Túnez, en colaboración con la Biblioteca y la Arquidiócesis de Túnez firmada por el Arzobispo de Túnez Ilario Antoniazzi y entregada por uno de los miembros fundadores de Cartago y Wikimedian Zeineb Takouti. Mizouni también vio a Carthagina como un incentivo para que los jóvenes muestren un interés en su país de una manera dinámica, en lugar de simplemente seguir lecciones aburridas de historia en la escuela.
Emna Mizouni también es la representante de la red de derechos de las mujeres Karama para Túnez y junto con Leila Ben-Gacem y Zeineb Takouti, es la fundadora de la organización sin fines de lucro de Ciudadanía Digital que facilita el acceso a la información sobre alfabetización digital para grupos marginados También es curadora de Global Shapers, Túnez, que se centra en negocios sociales, ciudadanía y cultura. En junio de 2020, Mizouni se unió al subcomité de Equidad Racial de la Comunidad Global Shapers.  
Después de ayudar con éxito a preparar RightsCon Túnez, se hizo un anuncio público en julio de 2019 de que fue nombrada para formar parte de la junta directiva global de Access Now, el grupo internacional sin fines de lucro de derechos humanos con la intención de abrir Internet. En agosto de 2019, en la Conferencia de Wikimedia en Estocolmo, fue honrada como Wikimedista del año 2019 como resultado del papel principal que ha desempeñado en el desarrollo de las comunidades árabes y africanas, así como su éxito en la promoción de la historia y la cultura de Túnez.
Katherine Maher, directora ejecutiva de la Fundación Wikimedia, felicitó a Mizouni por sus esfuerzos: "Emna es una defensora incansable y defensora del conocimiento libre. Su trabajo, colaboración y pasión por preservar el patrimonio cultural de Túnez ha abierto la cultura, la gente y la historia de Túnez al resto del mundo".

## Obras
- Evaluation de la stratégie de communication d'un nouveau media, Editions universitaires européennes, ISBN 978-3-639-50786-7[15]